# Nocino

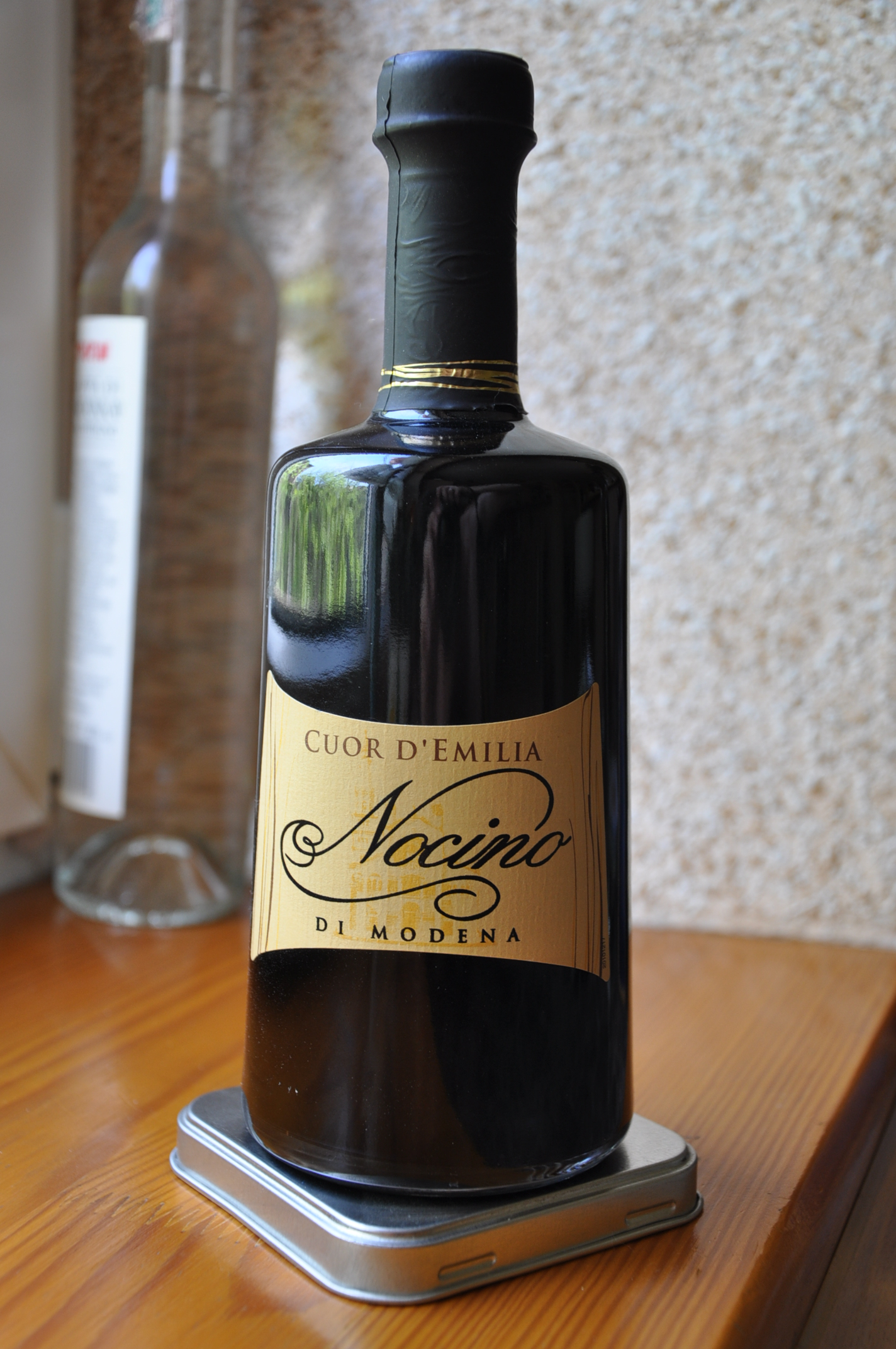
Butelka Nocino

Nocino – ciemnobrązowy likier otrzymywany z całych zielonych orzechów włoskich. Zawiera 40% alkoholu.